# 不合古列坚
不合·古列坚（羅馬化：Buqa Küregen，羅馬化：Būqā gūrkān，见《史集》，生卒年不详），是13世纪初蒙古帝国开国功臣，效力于成吉思汗的巴牙兀惕部（伯岳吾部）出身的千户长之一。
汉文史籍中，《元朝秘史》他的名字被记作“不合古咧坚”，《元史》记作“普化”。
据《史集》“巴牙兀惕部族志”记载，巴牙兀惕部主要分为两大支系：居住在吉达河流域的者台·巴牙兀惕部，以及生活在草原地带的客赫邻·巴牙兀惕部。不花·古列坚出自者台·巴牙兀惕部。
《史集》提到，铁木真早年与札木合交战的十三翼之战时，巴牙兀惕部曾作为铁木真的一翼奋力作战。此后，铁木真赐其“斡脱古”称号，并确立了“黄金家族之女嫁与该部，该部之女嫁入黄金家族”的通婚传统。不合随从统一蒙古诸部，有功。1206年，蒙古帝国建立时，封为千户长，排名第八十一。
“古列坚”意为“驸马”，虽具体人物不详，但可推断不花·古列坚曾迎娶成吉思汗家族女子为妻。蒙古帝国至元朝时期，巴牙兀惕部持续与黄金家族联姻，如蒙哥的侧妃巴牙兀真、忽必烈的侧妃伯要兀真，元成宗的皇后卜魯罕，元顺帝的皇后答纳失里等均出自该部。其中，元成宗的皇后卜魯罕是不花·古列坚之子脱里忽思的女儿，她因其夫成宗患病时掌握朝政而闻名。

## 巴牙兀惕部不合·古列坚家
- 不合古咧堅（Buqa Küregen，بوقا گورکان/Būqā gūrkān）
  - 脱里忽思（Torqus Küregen）
    - 卜魯罕（Bulγan qatun，بولوغان خاتون/Būlūghān khātūn）